# Viktor Nozdrin
Viktor Nozdrin (en ruso: Виктор Александрович Ноздрин; Gubaja, RSFS de Rusia; 6 de noviembre de 1951 – Moscú, 22 de septiembre de 2024) fue un futbolista y entrenador de fútbol de Rusia que jugó en las posiciones de defensa y centrocampista.

## Carrera

### Jugador
| Periodo   | Club                  |
| --------- | --------------------- |
| 1968–1969 | FC Metallurg Lipetsk  |
| 1970      | FC Burovik Almetyevsk |
| 1971-1974 | FC Metallurg Lipetsk  |
| 1976–1977 | FC Lokomotiv Moscow   |
| 1977      | FC Spartak Moscow     |
| 1978      | PFC Spartak Nalchik   |
| 1979      | FC Dynamo Majachkalá  |
| 1980–1986 | FC Spartak Kostroma   |
| 1986-1987 | FC Dawn-CADVI         |

### Entrenador
| Periodo   | Club                                       |
| --------- | ------------------------------------------ |
| 1989      | Asmaral Moscú                              |
| 1998      | FC Krasnoznamensk-Selyatino Krasnoznamensk |
| 1999      | FC Saturn-2                                |
| 2000–2001 | FC Spartak Kostroma                        |
| 2001-2002 | FC Industriya Borovsk                      |
| 2002      | FC Pskov-2000 Pskov                        |
| 2003      | FC Fabus Bronnitsy                         |
| 2004–2005 | FC Volga Tver                              |
| 2005–2008 | FC Nara-ShBFR Naro-Fominsk                 |
| 2009      | FC Znamya Truda Orekhovo-Zuyevo            |
| 2009      | FC Sakhalin Yuzhno-Sakhalinsk              |
| 2011      | FC Rosic                                   |

## Muerte
Nozdrin murió el 22 de septiembre de 2024 en Moscú a causa de una enfermedad cardíaca a los 73 años.

## Logros
- Primera Liga Soviética (1): 1977
- Segunda Liga Soviética (4): 1971, 1972, 1978, 1980